# Beat the Beat: Rhythm Paradise
Beat The Beat: Rhythm Paradise (a Amèrica Rhythm Heaven Fever, al Japó Minna no Rhythm Tengoku, みんなのリズム天国, a Corea Rhythm Sesang Wii, 리듬 세상 Wii) és un videojoc musical japonès desenvolupat per Nintendo i TNX per a la Wii. El joc es va llançar el 21 de juliol de 2011, a Europa el 6 de juliol de 2012. Va ser llançat per a Wii U en format digital el 27 de juliol de 2016, a Europa el 22 de novembre de 2016. És el tercer joc de la sèrie Rhythm Paradise, després de Rhythm Tengoku per a Game Boy Advance i Rhythm Paradise per a Nintendo DS, i va ser succeït per Rhythm Paradise Megamix per a Nintendo 3DS el 2016.

## Gameplay
Igual que amb Rhythm Tengoku i la seva seqüela de DS, Beat the Beat Rhythm Paradise inclou diversos nivells, cadascun amb el seu propi conjunt de regles, que requereixen que el jugador jugui al ritme per completar-los. Aquests nivells presenten escenaris des d'atrapar pèsols amb una forquilla fins a atacar alguns esperits malignes amb una espasa i jugar a bàdminton a l'aire. El joc es juga prement el botó A o mantenint els botons A i B junts. Al final de cada nivell, els jugadors es classifiquen segons les seves habilitats, amb almenys un rang "OK" necessari per aclarir el nivell i progressar al següent. Cada conjunt de nivells culmina en una etapa Remix, que combina tots els elements dels nivells anteriors en un sol.
Completar els nivells amb una qualificació "Superb" ofereix medalles que desbloquegen contingut addicional, com ara les Rhythm Toys, els Endless Games i quatre nivells del Rhythm Tengoku original, a més de la Night Walk, un nivell addicional amb els crèdits. El joc també selecciona a l'atzar nivells que ja s'han completat amb una qualificació "Superb", per a un repte "Perfect", en el qual el jugador pot intentar completar el nivell sense cometre errors amb un màxim de tres intents abans que el repte desaparegui. Completar-los desbloqueja elements addicionals, com ara cançons del joc i lletres. El joc també inclou un mode dual en què dos jugadors poden jugar simultàniament. Els nivells jugats en aquest mode requereixen que els jugadors guanyin prou punts en total per assolir el rang desitjat i superar cada nivell, amb punts de bonificació atorgats en funció de l'harmonia dels jugadors. Aquests nivells inclouen el seu propi conjunt de medalles que poden desbloquejar més minijocs multijugador.

## Recepció
El joc va rebre crítiques "favorables" segons el lloc web de ressenyes Metacritic. Al Japó, Famitsu li va donar una puntuació de 32 sobre 40, i el joc hi va vendre més de 100.000 còpies durant la seva primera setmana.